# Maison Sambet-Bailly
La maison Sambet-Bailly est une maison située à Pérouges, en France.

## Localisation
La maison est située dans le département français de l'Ain, sur la commune de Pérouges.

## Historique
L'édifice est classé au titre des monuments historiques en 1941.